# استوک بریج (جورجیا)
استوک بریج، جورجیا (به انگلیسی: Stockbridge, Georgia) یک شهر در ایالات متحده آمریکا با جمعیت ۲۵٬۶۳۷ نفر است که در جورجیا واقع شده‌است.

## موقعیت جغرافیایی
موقعیت جغرافیایی شهرها و مناطق اطراف به شرح زیر است: